# Вега-де-Льєбана
Вега-де-Льєбана (ісп. Vega de Liébana) — муніципалітет в Іспанії, у складі автономної спільноти Кантабрія. Населення — 871 осіб (2009).
Муніципалітет розташований на відстані близько 310 км на північ від Мадрида, 80 км на південний захід від Сантандера.
На території муніципалітету розташовані такі населені пункти: Бараго, Барріо, Борес, Кампольйо, Добарганес, Добрес, Ентерріас, Ледантес, Польяйо, Тольйо, Торансо, Тудес, Вада, Вальмео, Ла-Вега (адміністративний центр), Вехо, Вільяверде.

## Демографія
Динаміка населення (INE ):

## Галерея зображень

Розташування муніципалітету